# Reidun Andreassen
Gidske Anderson (Oslo, 4 de noviembre de 1921 – Oslo, 19 de octubre de 1993) fue una periodista, editora y autora noruega.

## Biografía
Nació en Oslo, Noruega. Sus padres fueron Yngve Anderson (1892–1981) y Gidske Halvorsen (1895–1985). Estudió en Aars og Voss skole y se graduó de la Escuela Estatal de Maestros (Statens teiknelärarskole) en Notodden. Trabajó para la Corporación de Radiodifusión Noruega (NRK) y luego para el periódico Arbeiderbladet (1954–64) en París. De 1964 a 1967 fue periodista independiente en los Estados Unidos. Se convirtió en editora de la sección de asuntos exteriores de Arbeiderbladet de 1967 a 1972, y luego fue corresponsal en París para NRK de 1973 a 1975.
Debutó como autora con Mørk fest en 1962. Como autora, Anderson escribió libros de poesía, memorias y biografías. Publicó su autobiografía Det hendte meg en 1983 y completó biografías tanto del Ministro de Relaciones Exteriores de Noruega Halvard Lange (1902–1970) como del Primer Ministro noruego Trygve Bratteli (1910–1984) y de la novelista ganadora del Premio Nobel Sigrid Undset (1882–1949).
En 1962, recibió el Premio Narvesen (Narvesen prisen) por su periodismo en la prensa y la radiodifusión. Formó parte del Comité Nobel Noruego de 1981 a 1993, y lo presidió en parte de 1990 tras la muerte de Egil Aarvik (1912-1990). El período restante fue la primera vicepresidenta del comité.
Falleció en 1993 y fue enterrada en Vestre gravlund en Oslo.

## Obras seleccionadas
- Mørk fest, 1962
- Mennesker i Paris, 1964
- En reise i Amerika, 1968
- De ytre banker, 1971
- Veier og vandringer, 1972
- Når diktning blir forbrytelse, 1976
- Fjære, 1977
- Fra stalinisme til sosialdemokrati, 1979
- Krigene etter krigen, 1980
- Halvard Lange — portrett av en nordmann, 1981
- Det hendte meg, 1983
- Trygve Bratteli, 1984
- Bedre kan jeg ikke fare ..., 1987
- Sigrid Undset. Et liv, 1991